# Джин Вайлдер
Джером Зільберман, відомий як Джин Вайлдер (англ. Gene Wilder; 11 червня 1933, Мілвокі, Вісконсин, США — 29 серпня 2016, Стемфорд, Коннектикут, США) — американський актор, комік, режисер, сценарист, продюсер, письменник, лауреат премії «Еммі» (2003).

## Життєпис
Джером Зільберман народився 11 червня 1933 року у Мілвокі, штат Вісконсин у родині Вільяма Дж. Зільбермана та Джин Зільберман (до шлюбу Баєр). Його батько, як і батьки матері, були єврейськими емігрантами з Російської імпері. Під своїм сценічним псевдонімом розпочав виступи у 1959 році, пізніше пояснював так: «Мені завжди подобалося ім'я Джин завдячуючи Юджину Ганту, персонажу романів Томаса Вульфа „Подивись на свою домівку, Ангеле“ та „Про час і про ріку“. І я завжди був великим прихильником Торнтона Вайлдера».
Вперше Джин Вайлдер зацікавився акторською майстерністю у віці восьми років, коли його мати страждала гострим ревматизмом та лікар сказав йому «спробуй та розсміши її».
У 11-ти річному віці він побачив на сцені свою сестру, яка навчалася акторській майстерності та поведінці, та був у захваті від побаченого. Вайлдер питав вчителя своєї сестри, чи міг би він стати його учнем. На що вчитель відповів, якщо до свого 13-річчя у нього ще й досі залишиться бажання, то він візьме Джина учнем до себе. На наступний день, після того як Джерому виповнилося тринадцять, він зателефонував вчителеві, який прийняв його та навчав протягом двох наступних років.
Коли Джин Зільберман відчула, що потенціал її сина не може в повній мірі реалізуватись у Вісконсині, вона відправила його в приватну школу Black-Foxe Military Institute у Голівуді. Звідти він писав, що над ним знущаються, в тому числі піддають сексуальному насильству, в першу чергу тому, що він єдиний єврейський хлопчик в школі. Після невдалого та короткочасного перебування у Блек-Фоксі, Вайлдер повернувся додому, де став активніше брати участь в місцевому театральному середовищі. У 15 років він вперше виступав перед аудиторією, це була роль Балтазара (раб Ромео) у постановці Вільяма Шекспіра «Ромео і Джульєтта».
У 1951 році Джин Вайлдер закінчив Washington High School у Мілвокі.
У 1951—1955 роках Вайлдер вивчав театральне мистецтво в Університеті штату Айова, проходив практику в англійському Олд-Вік, після чого знову повернувся в Штати, де продовжив вивчати систему Станіславського в школі HB Studio. Відслуживши в армії, поступив в знамениту акторську студію Лі Страсберга, після навчання в якій вийшов на сцену у позабродвейських постановках.
У 1963 році він грав у виставі «Матінка Кураж» разом з Енн Бенкрофт, яка познайомила його зі своїм нареченим — коміком Мелом Бруксом. За деякий час той запропонував Джину Вайлдеру роль в своєму дебютному фільмі «Продюсери», але грошей на картину не знайшлося, і Бруксу і Вайлдеру довелося чекати цілих 5 років до моменту, коли здійсниться заплановане.
За цей час Вайлдер встиг дебютувати на екрані у фільмі «Бонні і Клайд» (1967), де зіграв одного з заручників легендарних злочинців.
Але довгоочікуваний успіх прийшов саме завдяки ролі в комедії Мела Брукса «Продюсери» (1968), яка нарешті була знята і, не без проблем, минаючи різноманітні зволікання та заборони, усе ж таки вийшла в прокат. Фільм мав величезний успіх та приніс Вайлдеру першу номінацію на Оскар за роль другого плану. Актор та режисер подружилися, та більшість подальших успіхів Вайлдера в кіно були пов'язані з роботою у фільмах Брукса. Він зіграв головні ролі в таких всесвітньо відомих хітах Брукса, як «Молодий Франкенштейн» (1974) і «Блискучі сідла» (1974), отримавши другу номінацію на Оскар як сценарист останнього.

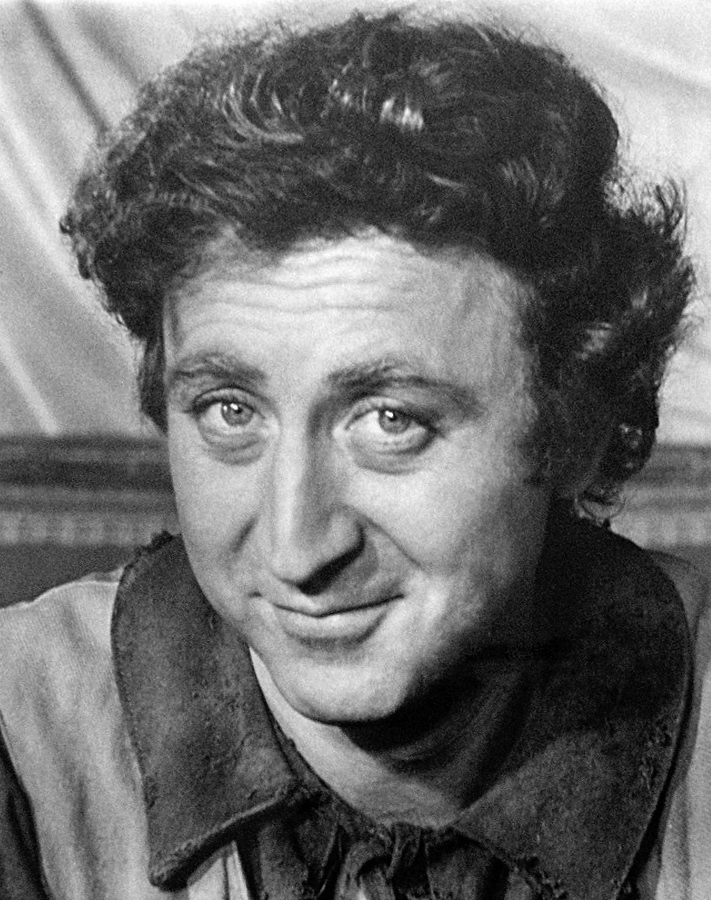
Промофото Вайлдера для стрічки «Починайте революцію без мене» (1970)

У 1971 році Джин Вайлдер зіграв головну роль в музичному фільмі Мела Стюарта «Віллі Вонка і шоколадна фабрика», знятому за повістю Роальда Дала «Чарлі і шоколадна фабрика».
Успішний дует склався у Вайлдера з найпопулярнішим чорношкірим коміком Річардом Прайором, з яким він зіграв в таких комедіях, як «Срібна стріла» (1976), «Буйно помішані» (1980), «Нічого не бачу, нічого не чую» (1989) та «Інший ти»(1991).
Актор небезуспішно пробував себе у режисурі, дебютувавши в 1975 році комедією «Пригоди хитромудрого брата Шерлока Холмса», і зняв ще кілька фільмів, найбільш відомим з яких стала романтична комедія «Жінка в червоному» (1984).
У 1990-ті роки актор майже перестав зніматися, зрідка з'являючись в невеликих гостьових ролях в телесеріалах та різних телешоу. В кінці 1990-х знявся в телеадаптації книги «Аліса в Країні чудес» Льюїса Керролла. Набагато більше уваги літній актор став приділяти літературі, ніж акторству, випустивши декілька книжок: мемуари «Поцілуй мене, як незнайомка: Мої пошуки у коханні та мистецтві» (2005), романи «Моя французька шлюшка» (2007), «Жінка, яка не буде» (2008) та «Що за штука називається любов'ю» (2010).
Джин Вайлдер помер 29 серпня 2016 року у власному будинку у м. Стемфорді (Коннектикут, США) від ускладнень, викликаних хворобою Альцгеймера.